# Viceguvernér
Viceguvernér je zástupce (-kyně) guvernéra a tedy druhý/á nejvýše postavená osoba ve firmě, úřadě či státě.
Nemusí být jeden, ale i více, jako např. v České národní bance. Viceguvernéři jsou ve 43 státech USA, ale třeba i v kanadských či indických, čínských a mnoha dalších provinciích po celém světě.